# Stefan Oberndorfer

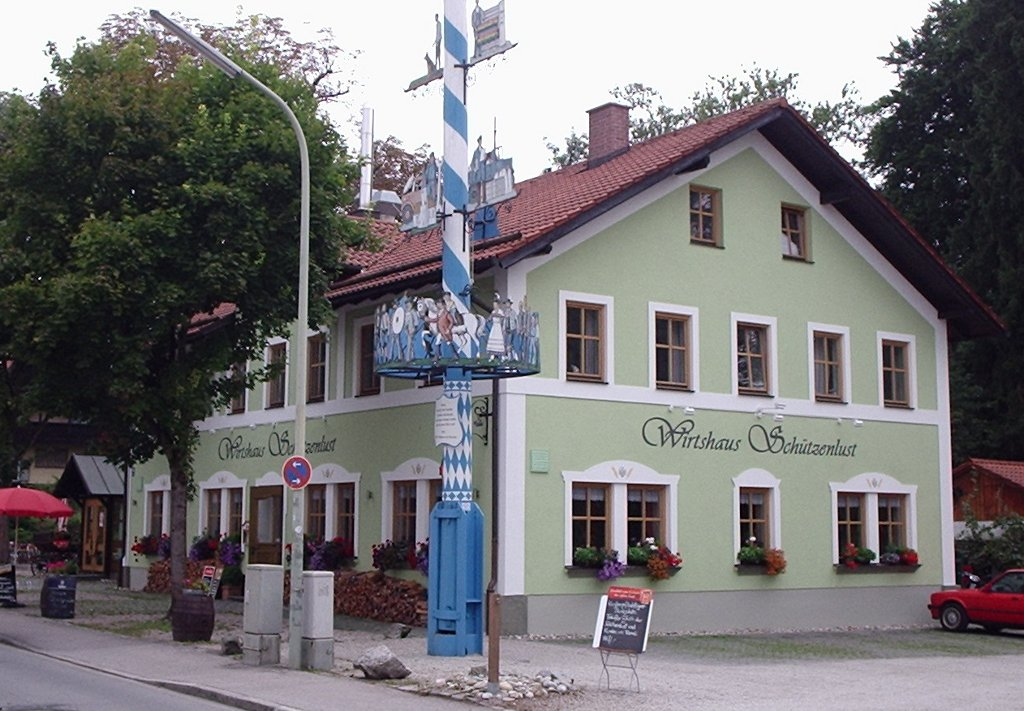
Das Wirtshaus Schützenlust in Solln

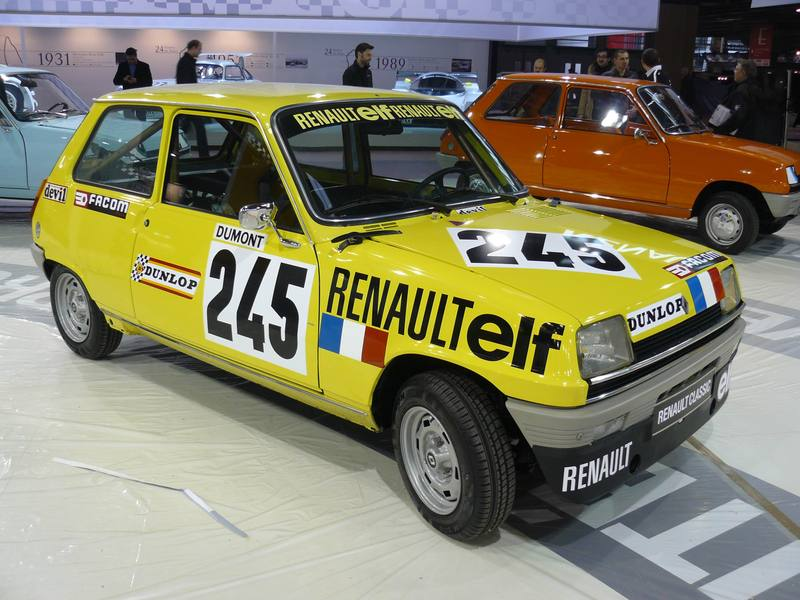
Ein Renault 5 war Stefan Oberndorfers erstes Rennfahrzeug

Stefan Oberndorfer (* 3. August 1959 in München) ist ein deutscher Unternehmer und ehemaliger Autorennfahrer.

## Unternehmer
Stefan Oberndorfer hat die meiste Zeit seines Berufslebens in der Gastronomie verbracht. Bis Mai 2017 war er langjähriger Inhaber des Wirtshauses Schützenlust in Solln, dem südlichsten Stadtteil von München. 2012 gründete er den an die „Schützenlust“ angeschlossenen Knödel-Express, einen Lieferservice für bayrische Gerichte, der ebenfalls den Besitzer (und den Standort) wechselte. 

## NASCAR
Neben seinen Aktivitäten als Gastwirt betreibt Oberndorfer eine Rennfahrerschule. Gefahren wird dabei mit Rennfahrzeugen aus der US-amerikanischen NASCAR-Rennserie. 2015 gründete er das NASCAR Team Germany, um damit ab 2016 in der NASCAR Whelen Euro Series an den Start zu gehen.

## Karriere im Motorsport
Seine Karriere als Rennfahrer begann Stefan Oberndorfer 1981 im Renault-5-Pokal. Über die Formel Ford kam er 1984 in die Formel 3 und wurde im selben Jahre Gesamtzehnter (Meister Kurt Thiim vor Volker Weidler) in der Deutschen Meisterschaft. Nachdem er drei Jahre aus beruflichen Gründen auf weitere Rennaktivitäten verzichten musste, kehrte er 1988 in den Monopostosport zurück und bestritt eine Saison in der Formel Opel Lotus. 
Ende der 1980er-Jahre wechselte er in den GT-Sport und wurde 1989 Gesamtsechster im Porsche 944 Turbo Cup. Im Schlussklassement der Porsche Carrera Trophy 1992 musste er sich nur dem Schweizer Enzo Calderari geschlagen geben und wurde Vizemeister.
Stefan Oberndorfer, der 1989 auch zwei Rennen in der Deutschen Tourenwagen-Meisterschaft bestritt, feierte seine größten internationalen Erfolge in der BPR Global GT Series. 1995 gewann er gemeinsam mit seinem Landsmann Detlef Hübner auf einem Porsche 911 GT2 das zur Serie dieses Jahres zählende 1000-km-Rennen von Paris.
Seine Karriere als Fahrer beendete Oberndorfer nach dem Ablauf der Rennsaison 1989.